# Casa davant l'abeurador
La casa davant l'abeurador és un edifici a la Pujada de l'Empedrat, davant la casa on hi ha l'abeurador de Tivissa (Ribera d'Ebre) inclòs a l'Inventari del Patrimoni Arquitectònic de Catalunya. Edifici aïllat de planta rectangular i tres crugies. Consta de planta baixa, pis i golfes i té la coberta a un vessant que fa el desaiguat a la façana principal. Al centre del frontis hi ha un portal tapiat d'arc de mig punt ceràmic amb brancals de pedra. Sobre la clau hi ha una pedra molt ben tallada - i força deteriorada- amb una orla, amb l'interior inscrit amb la data 1588 i l'anagrama de Crist. Al costat del vell portal se n'ha afegit un altre més gran. Totes les finestres són d'arc pla arrebossat, excepte la de sobre el portal, que és d'arc rebaixat. La façana queda rematada per un ràfec amb imbricació ceràmica. A causa del desgast de l'arrebossat original, és visible el parament de pedra lligada amb morter, amb carreus a les cantonades.